# Luise Neumann-Cosel

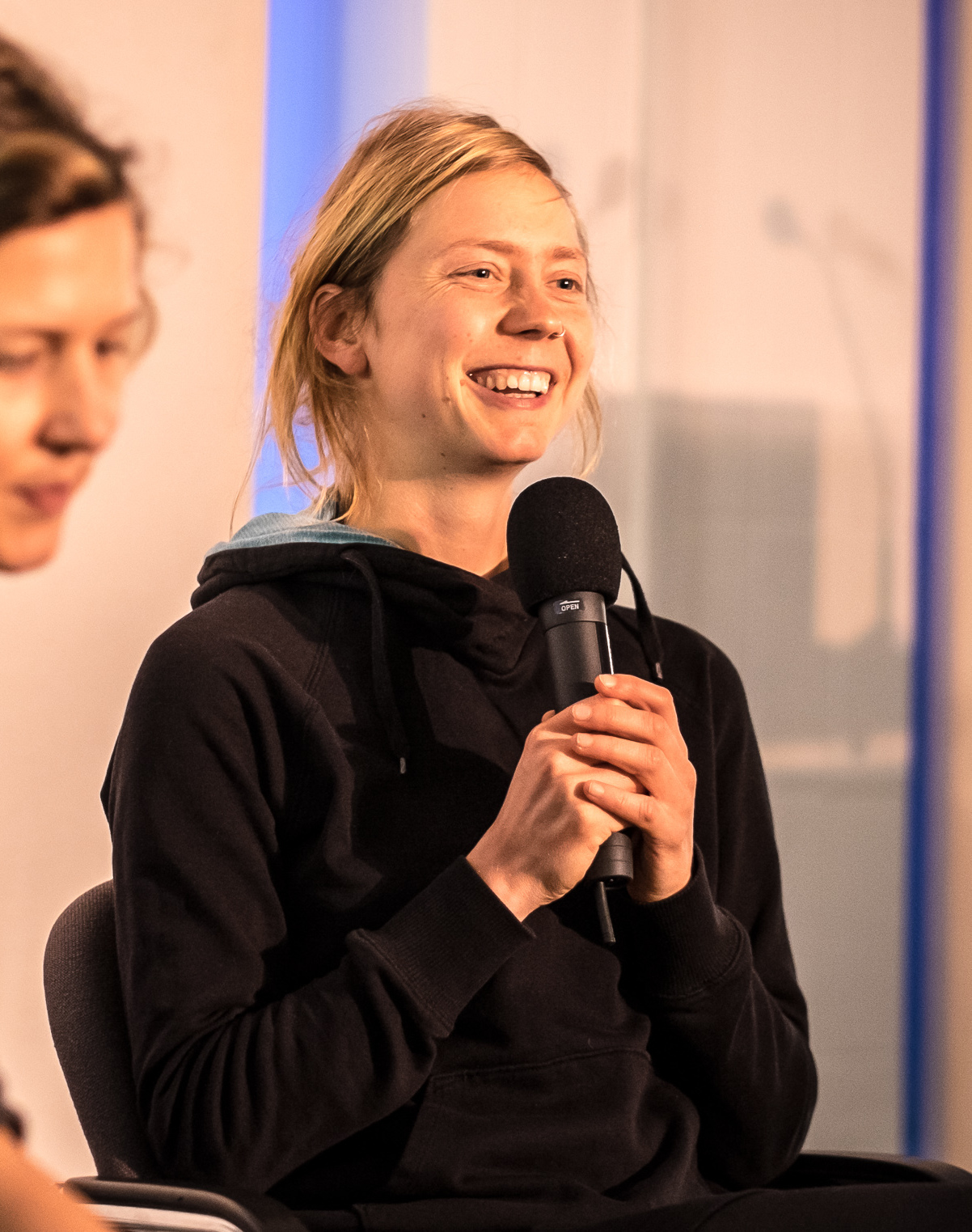
Luise Neumann-Cosel, 2014

Luise Katharina von Neumann-Cosel (* 1986 in Berlin) ist eine deutsche Geoökologin, Umweltaktivistin sowie Gründungs- und Aufsichtsratsmitglied der Bürgerenergiegenossenschaft BürgerEnergie Berlin (BEB).

## Leben
Luise Neumann-Cosel fuhr mit 16 Jahren zum ersten Mal zu den Castor-Protesten nach Gorleben. Aufgrund dieser Erfahrungen studierte sie Geoökologie in Potsdam und Panama und arbeitete sich in die Grundlagen des Umwelt- und Klimaschutzes ein. Sie wurde vom Studienwerk der Heinrich-Böll-Stiftung gefördert und war wissenschaftliche Mitarbeiterin im Bereich Energiepolitik für die Fraktion der Partei Bündnis 90/Die Grünen im Berliner Abgeordnetenhaus.
Im Jahr 2009 wurde sie Pressesprecherin des Anti-Atom-Bündnisses „Ausgestrahlt“ und der Anti-Castor-Kampagne „X-tausendmal quer“. Sie sprach bei der Großdemonstration gegen die Reaktorlaufzeitverlängerung im Jahr 2010 vor mehr als 100.000 Menschen. 2011 und 2013 wurde sie zur Talkshow Maybrit Illner zum Thema Atomenergie eingeladen.
Neumann-Cosel hatte die Idee, dass die Berliner Bürger als Anteilseigner einer Stromnetz-Genossenschaft ihr Netz kaufen sollen und damit einen Teil der öffentlichen Daseinsvorsorge selbst übernehmen. Sie gründete zusammen mit u. a. der Politologin Arwen Colell die BürgerEnergie Berlin eG (BEB), war erst im Vorstand und ist inzwischen im Aufsichtsrat der Genossenschaft. Seit Ende der 1980er Jahre wurde das Berliner Stromnetz vom schwedischen Staatskonzern Vattenfall genutzt. Das Stromnetz Berlins hat einen Umfang von 35.000 Kilometer Stromleitungen und ist für die Versorgung für 3,5 Millionen Menschen zuständig. 2014 lief der Konzessionsvertrag mit der Vattenfall GmbH aus und das Landesparlament muss entscheiden, wer in den nächsten 20 Jahren das Stromnetz nutzen darf. 2016 machte die BEB dem Land Berlin ein Angebot für den gemeinsamen Kauf des Stromnetzes. Luise Neumann-Cosel kritisierte das Konzessionsverfahren, es sei „Vattenfall auf den Leib geschneidert“ worden. Die BEB habe beim Bundeskartellamt einen Missbrauchsantrag gegen das Verfahren des Senats gestellt.

## Zeit bei Campact
Seit Mai 2017 arbeitet sie für die Kampagnenorganisation Campact. Dort leitet sie ein Kampagnenteam, welches die Klimabewegung unterstützen soll.

## Ehrungen
2013 wurde sie als Stromrebellin des Jahres „für ihren Beitrag zur Energiewende von unten“ von den Elektrizitätswerken Schönau ausgezeichnet.

## Publikationen
Beiträge
- mit Arwen Colell: Berlin: Cooperative Power and the Transformation of Citizens' Roles in Energy Decision-Making. In: A. Luque-Ayala, J. Silver (Hrsg.): Energy, Power and Protest on the Urban Grid. Geographies of the Electric City. Routledge, London 2016, ISBN 978-1-4724-4900-9, S. 135–154.
- mit Arwen Colell: Cooperatives: New voice for citizens in ownership and management of networked infrastructures. Conference Paper. Royal Geographic Society, Annual International Conference, London 2015.[13]

- Reconstructing urban infrastructures: civil society movements are claiming the grid. Conference Paper. Royal Geographic Society, Annual International Conference, London 2013.

- Keine Energiewende ohne Bürgerbeteiligung: Punkte für ein zukunftsfähiges Energiesystem. In: Denkwerk Demokratie (Hrsg.): Roadmaps 2020. Wege zu mehr Gerechtigkeit, Nachhaltigkeit und Demokratie. Campus Verlag, Frankfurt/New York 2013, E-Book, ISBN 978-3-593-39991-1, S. 192–198.